# Friedrich (Sachsen-Altenburg)

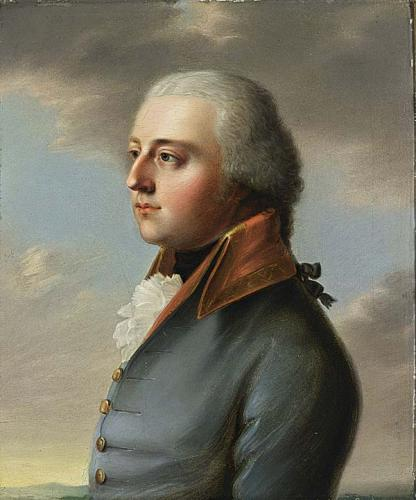
Herzog Friedrich von Sachsen-Hildburghausen, Gemälde von Heinrich Vogel, ca. 1790

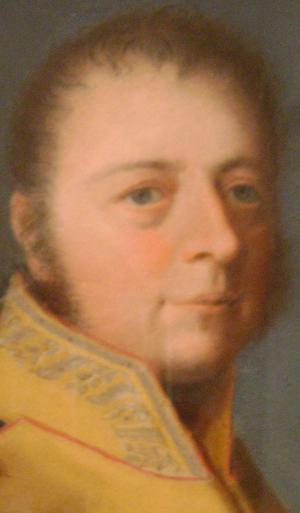
Herzog Friedrich von Sachsen-Hildburghausen, Ausschnitt aus einem Pastellgemälde von Johann Philipp Bach

Friedrich (* 29. April 1763 in Hildburghausen; † 29. September 1834 in Hummelshain) war Herzog von Sachsen-Hildburghausen und ab 1826 Herzog von Sachsen-Altenburg. Das zuvor regierte Herzogtum ging an Sachsen-Meiningen und er erhielt aufgrund des Teilungsvertrages von 1826 mit Sachsen-Altenburg neue Gebiete. Dementsprechend wurde sein Haus, das seit 1680 als Haus Sachsen-Hildburghausen bekannt war, in (Jüngeres) Haus Sachsen-Altenburg umbenannt.

## Leben

### Erbprinzenjahre
Friedrich war der einzige Sohn des Herzogs Ernst Friedrich III. Carl von Sachsen-Hildburghausen (1727–1780) und dessen dritter Gemahlin Prinzessin Ernestine von Sachsen-Weimar-Eisenach (1740–1786). Sein Taufpate war, neben anderen Fürstlichkeiten, König Friedrich V. von Dänemark.
Der Prinz wurde zunächst vom Stadtgeistlichen Johann Ulrich Röder (* 1739/40; † 1816) erzogen, der ihn zur weiteren Ausbildung 1778 an den Gothaer Hof schickte, um dessen Ausbildung durch die Geheimräte von Lichtenstein und Johann Karl von der Becke zu vollenden. Friedrich ging 1779 nach Wien und wurde dort durch seinen Urgroßonkel Prinz Joseph Friedrich von Sachsen-Hildburghausen am Hof eingeführt. Seit 1785 kaiserlich königlicher Generalfeldwachtmeister, war er Nachfolger im Kommando des Infanterie-Regiments Nr. 41 seines Urgroßoheims.
Der Herzog begann seine Amtszeit unter Vormundschaft des Prinzen Joseph Friedrich, die bis 1787 andauerte. Sein Urgroßonkel hatte wesentlichen Einfluss auf Friedrich und auf dessen Vermittlung heiratete er am 3. September 1785 in Hildburghausen Charlotte (1769–1818), Tochter des Herzogs Karl II. Ludwig von Mecklenburg-Strelitz und Schwester der späteren Königin Luise von Preußen. Die ihm intellektuell weit überlegene Gemahlin behandelte er schon bald kühl und gleichgültig.

### Herzog von Sachsen-Hildburghausen
Nach dem Tod Joseph Friedrichs übernahm Friedrich am 4. Januar 1787 die Staatsführung. Eine seiner ersten Amtshandlungen war die auf der Konferenz von Rodach beschlossene Gründung eines Zollvereins zwischen ihm, Herzog Georg I. von Sachsen-Meiningen und Herzog Franz von Sachsen-Coburg, der zwischen den Ländern freien Handel ermöglichte. Danach erfolgten Reformen in Zunft- und Armen- und Polizeiwesen, Straßenbau und Medizin. Er verbesserte das Schulsystem und gründete in Hildburghausen 1795 durch Ludwig Nonne das Lehrerseminar, 1812 das Gymnasium illustre und eine Industrieschule für Arme.
Nach der Kriegserklärung Preußens und Österreichs an Frankreich 1791 stellte Friedrich ein Truppenkontingent, welches die Festung Ehrenbreitstein besetzte. Bis 1806 war er den Einschränkungen der kaiserlichen Debitkommission unterworfen, die das Herzogtum Sachsen-Hildburghausen wegen der desolaten Finanzpolitik seines Vaters 1769 unter ihre Zwangsverwaltung gestellt hatte. Deshalb erhielt Friedrich aus den Einkünften des Landes lediglich eine herabgesetzte Zivilliste.
Friedrich trat 1806 dem Rheinbund bei, weshalb er den Rang eines kaiserlichen Feldmarschallleutnants, den er seit 1799 führte, 1807 ablegen musste. Der Herzog hatte gemäß den Forderungen des Rheinbundes Truppen zu stellen,  die General Loison unterstellt wurden und zur Belagerung von Kolberg verwendet wurden. Im Jahr 1809 wurden 150 Hildburghäuser Soldaten General Rouger unterstellt und kämpften in Tirol. Wegen der dabei gezeigten Tapferkeit wurde der Regimentskommandant von Egloffstein mit dem Orden der Ehrenlegion ausgezeichnet. Nachdem das Regiment in Spanien gekämpft hatte, kehrten 1811 nur 17 Hildburghäuser Soldaten zurück.
Im Jahr 1815 trat Friedrich dem Deutschen Bund bei, unter dessen Gewähr er, gemäß der Schlussakte von Wien, in Zusammenarbeit mit dem Geheimrat Karl Ernst Schmid, 1818 dem Land eine neue Grundverfassung gab.  Die verbesserte Finanzlage ermöglichte den Kauf des Rittergutes Eishausen. 1816 erließ Friedrich ein Edikt, das die vermehrte Freizügigkeit mit anderen deutschen Bundesstaaten garantierte. Unter diesem Aufschwung gelang die Reduzierung der Staatsschulden auf 78.000 Gulden, dem 1826 Staatseinkünfte von 200.000 Gulden gegenüberstanden.
Friedrich galt als volkstümlich und patriarchalisch leutselig. Er redete seine Untertanen stets im vertrauten „Du“ an, verkehrte in Gasthäusern und Werkstätten und hielt an jedem Neujahrstag eine Ansprache vom Balkon des Schlosses. Sein Geburtstag wurde im Land als Feiertag begangen. In seiner vier Jahrzehnte währenden Regierungszeit unterschrieb er nur ein Todesurteil. Jean Paul, der auf Einladung der Herzogin Charlotte 1799 in Hildburghausen weilte, bemerkte über ihn:
„Der Herzog, äußerst gutmütig, machte anfangs nicht viel fait von mir; aber jetzt ist er mir recht gut und er merkte an, dass ich mir zu wenig Spargel genommen und gab mir außer diesem die ersten Hirschkolben zu essen, die nicht sonderlich sind.“
Friedrich verkehrte des Öfteren mit dem bedeutenden Arzt Carl Hohnbaum. An der herzoglichen Tafel soll er ihm mehrfach zugeflüstert haben: „Ich schenk Ihnen einen neuen Gaul, Sie sollen’s sehen!“, doch unterblieb die Übergabe des Geschenks. Als eines Tages an der Tafel als Dessert Spanischer Wind serviert wurde, äußerte Hohnbaum: „Echtes Hofgebackenes […] verspricht viel und hält wenig!“ Kurz darauf erhielt Hohnbaum ein Pferd aus dem Marstall. Ähnliches geschah bei einer Unterhaltung über Wilderei im Herzogtum, in der sich Friedrich über den Wildschaden beschwerte, worauf Hohnbaum erwiderte: „Ich glaube, Durchlaucht haben Ihre Hirsche lieber als Ihre Bauern.“ Der Herzog entgegnete: „Brauchen nicht gleich so grob zu sein, aber da, da, da – habe gerade weiter nichts zum Verschenken, nehmen Sie das!“ Er nahm seine Meerschaumpfeife aus dem Mund und gab sie Hohnbaum.
Infolge der Verehelichung seiner Tochter Therese mit dem bayerischen Kronprinzen Ludwig 1810 wurde Friedrich Ritter des Hubertusordens, bayerischer Generalleutnant und Inhaber des 4. Linien-Infanterieregiments.

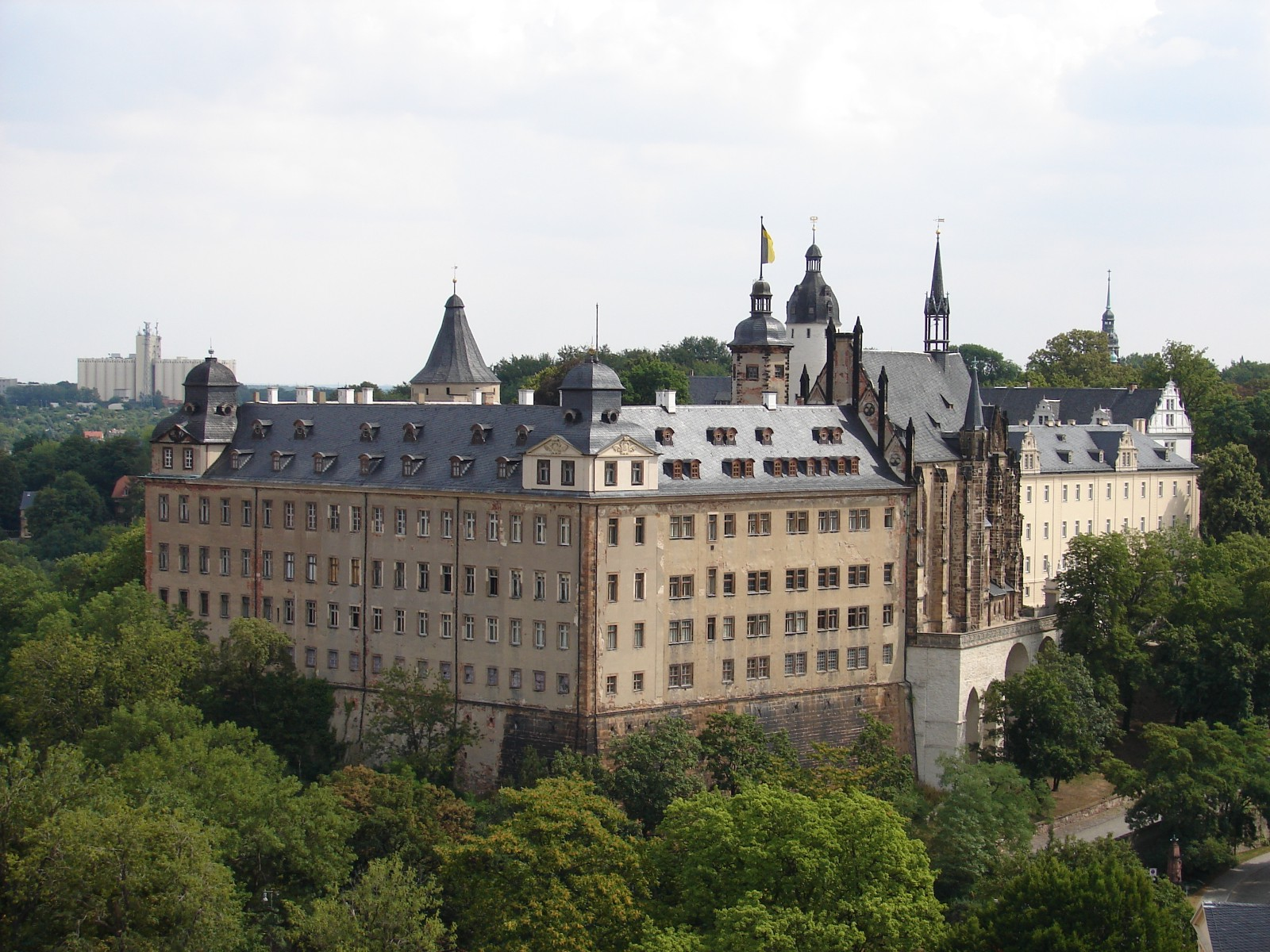
Residenzschloss Altenburg

Wegen der durch das Aussterben des Hauses Sachsen-Gotha-Altenburg mit Friedrich IV. 1825 notwendig gewordenen Neuordnung der Ernestinischen Herzogtümer und wie im Präliminarvertrag zu Liebenstein am 11. August 1826 beschlossen, verließ Herzog Friedrich am 17. November 1826 das Herzogtum Sachsen-Hildburghausen, das an Sachsen-Meiningen und Sachsen-Coburg-Saalfeld fiel, und regierte fortan als Friedrich I. das wiedergegründete Herzogtum Sachsen-Altenburg, mit Ausnahme des Amts Camburg. Der Abschied aus der Stadt, in der er 63 Jahre gelebt, und dem Land, das er 46 Jahre regiert hatte, fiel ihm sehr schwer.

### Herzog von Sachsen-Altenburg
Friedrich zog am 23. November 1826 in Altenburg ein. Da die Residenz in einem weniger guten Zustand war, hielt sich Friedrich häufig auf Schloss Hummelshain auf, während mit der Restaurierung des Schlosses Altenburg begonnen wurde.
Von 1828 bis zu seinem Tod war Friedrich der Senior der Ernestiner.
Am 14. September 1830 gab Friedrich dem Land im Rathaus von Altenburg das Versprechen für ein erstes Grundgesetz, nachdem es in der Residenzstadt zu Straßenkämpfen gekommen war. Die Verfassung trat am 23. April 1831 in Kraft. Der Herzog baute in seinem neuen Land die Infrastruktur aus, hob die Jagdfron auf und verbesserte die Verwaltung. 1833 trat er dem Deutschen Zoll- und Handelsverein bei. Ein Jahr später starb er in Hummelshain. Seit 1830 hatte er seinen ältesten Sohn Joseph an der Regierung beteiligt.

## Nachkommen

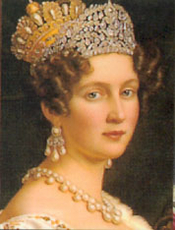
Therese von Sachsen-Hildburghausen, nachmalige Königin von Bayern, ca. 1810

Aus seiner Ehe mit Charlotte hatte Friedrich 12 Kinder:
- Friedrich (1786–1786)
- Charlotte (1787–1847)
⚭ 1805 Herzog Paul von Württemberg (1785–1852)
- Auguste (1788–1788)
- Joseph (1789–1868), Herzog von Sachsen-Altenburg
⚭ 1817 Herzogin Amalie von Württemberg (1799–1848)
- Friederike (1791–1791)
- Therese (1792–1854)
⚭ 1810 König Ludwig I. von Bayern (1786–1868)
- Luise (1794–1825)
⚭ 1813 Herzog Wilhelm von Nassau (1792–1839)
- Franz (1795–1800)
- Georg (1796–1853), Herzog von Sachsen-Altenburg
⚭ 1825 Herzogin Marie von Mecklenburg-Schwerin (1803–1862)
- Friedrich (1801–1870)
- Maximilian (1803–1803)
- Eduard (1804–1852)
⚭ 1. 1835 Prinzessin Amalie von Hohenzollern-Sigmaringen (1815–1841)
⚭ 2. 1842 Prinzessin Luise Reuß zu Greiz (1822–1875)